# Obermorschwihr
Ne doit pas être confondu avec Obermorschwiller.
Obermorschwihr [obəʁmɔʁʃviʁ] est une commune française située dans la circonscription administrative du Haut-Rhin et, depuis le 1er janvier 2021, dans le territoire de la Collectivité européenne d'Alsace, en région Grand Est.
Cette commune se trouve dans la région historique et culturelle d'Alsace.

## Géographie
La commune d'Obermorschwihr est située à une dizaine de kilomètres au sud-ouest de Colmar, au pied des collines vosgiennes au canton de Wintzenheim, arrondissement de Colmar, près de la route départementale 83. La commune s'étend sur 159 hectares et est entièrement couverte par des vignes. La commune se trouve à une altitude de 256 mètres. Les villages les plus proches sont dans l'ordre : Hattstatt, 0,9 km ; Vœgtlinshoffen 1,1 km ; Husseren-les-Châteaux, 2,1 km ; Gueberschwihr, 2,3 km ; Herrlisheim-près-Colmar 2,5 km ; Eguisheim 2,8 km ; et Rouffach à 6,5 km.
C'est une des 188 communes du Parc naturel régional des Ballons des Vosges.
| Eguisheim      |                | Herrlisheim-près-Colmar |
|                | Obermorschwihr |                         |
| Vœgtlinshoffen | Hattstatt      |                         |

### Hydrographie
La commune est dans le bassin versant du Rhin au sein du bassin Rhin-Meuse. Elle n'est drainée par aucun cours d'eau,.

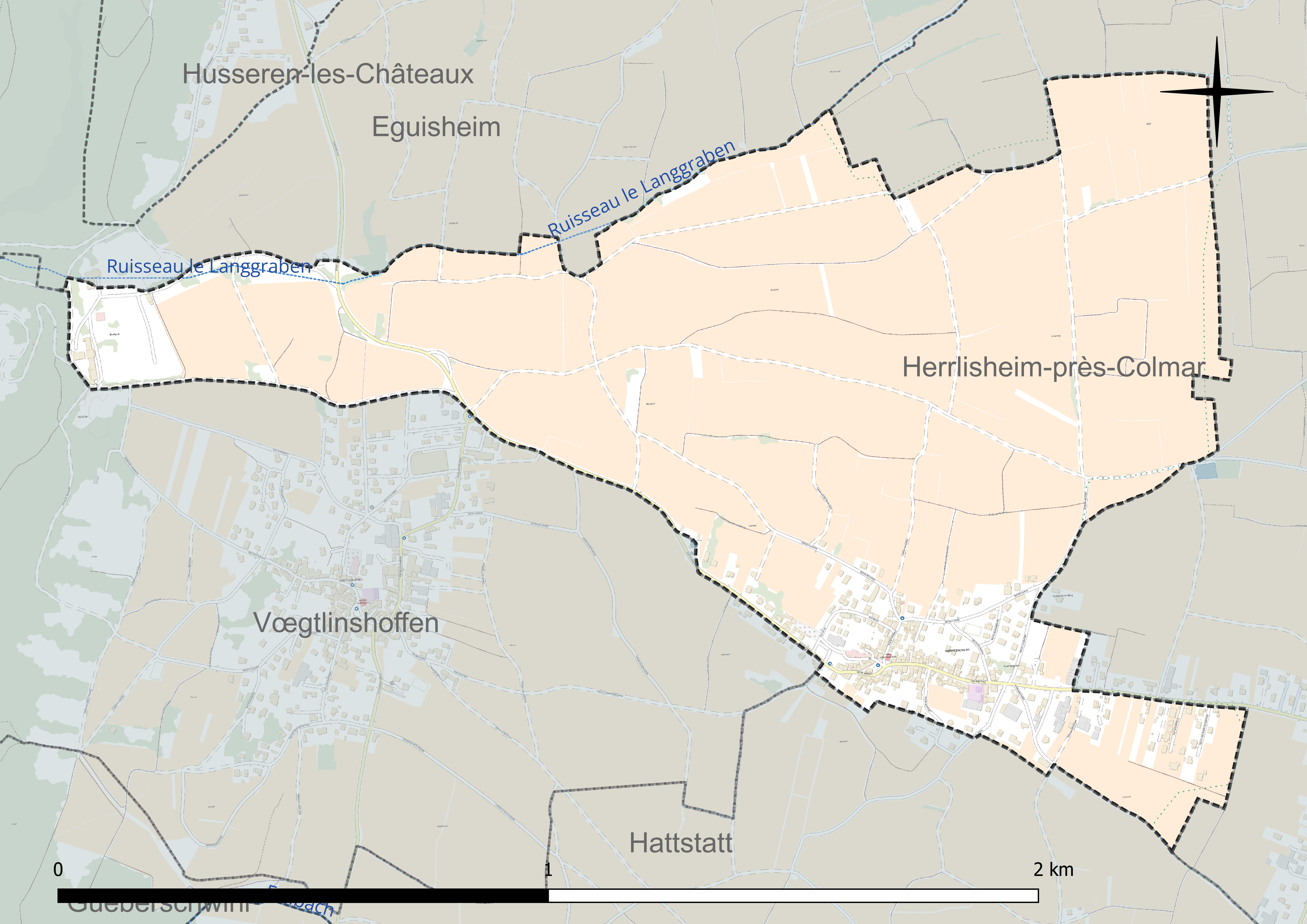
Réseau hydrographique d'Obermorschwihr.

### Climat
Pour des articles plus généraux, voir Climat du Grand Est et Climat du Haut-Rhin.
En 2010, le climat de la commune est de type climat des marges montargnardes, selon une étude du Centre national de la recherche scientifique s'appuyant sur une série de données couvrant la période 1971-2000. En 2020, Météo-France publie une typologie des climats de la France métropolitaine dans laquelle la commune est exposée à un climat semi-continental et est dans la région climatique  Vosges, caractérisée par une pluviométrie très élevée (1 500 à 2 000 mm/an) en toutes saisons et un hiver rude (moins de 1 °C). 
Pour la période 1971-2000, la température annuelle moyenne est de 10,4 °C, avec une amplitude thermique annuelle de 17,6 °C. Le cumul annuel moyen de précipitations est de 730 mm, avec 8,9 jours de précipitations en janvier et 9 jours en juillet. Pour la période 1991-2020, la température moyenne annuelle observée sur la station météorologique de Météo-France la plus proche, « Rouffach - Sa », sur la commune de Rouffach à 7 km à vol d'oiseau, est de 11,5 °C et le cumul annuel moyen de précipitations est de 621,8 mm. 
La température maximale relevée sur cette station est de 39,3 °C, atteinte le 13 août 2003 ; la température minimale est de −17,5 °C, atteinte le 13 janvier 1987,,. 
Les paramètres climatiques de la commune ont été estimés pour le milieu du siècle (2041-2070) selon différents scénarios d'émission de gaz à effet de serre à partir des nouvelles projections climatiques de référence DRIAS-2020. Ils sont consultables sur un site dédié publié par Météo-France en novembre 2022.

## Urbanisme

### Typologie
Au 1er janvier 2024, Obermorschwihr est catégorisée ceinture urbaine, selon la nouvelle grille communale de densité à sept niveaux définie par l'Insee en 2022.
Elle est située hors unité urbaine. Par ailleurs la commune fait partie de l'aire d'attraction de Colmar, dont elle est une commune de la couronne,. Cette aire, qui regroupe 95 communes, est catégorisée dans les aires de 50 000 à moins de 200 000 habitants,.

### Occupation des sols
L'occupation des sols de la commune, telle qu'elle ressort de la base de données européenne d’occupation biophysique des sols Corine Land Cover (CLC), est marquée par l'importance des territoires agricoles (88,4 % en 2018), une proportion identique à celle de 1990 (88,4 %). La répartition détaillée en 2018 est la suivante : 
cultures permanentes (88,4 %), zones urbanisées (11,6 %). L'évolution de l’occupation des sols de la commune et de ses infrastructures peut être observée sur les différentes représentations cartographiques du territoire : la carte de Cassini (XVIIIe siècle), la carte d'état-major (1820-1866) et les cartes ou photos aériennes de l'IGN pour la période actuelle (1950 à aujourd'hui).

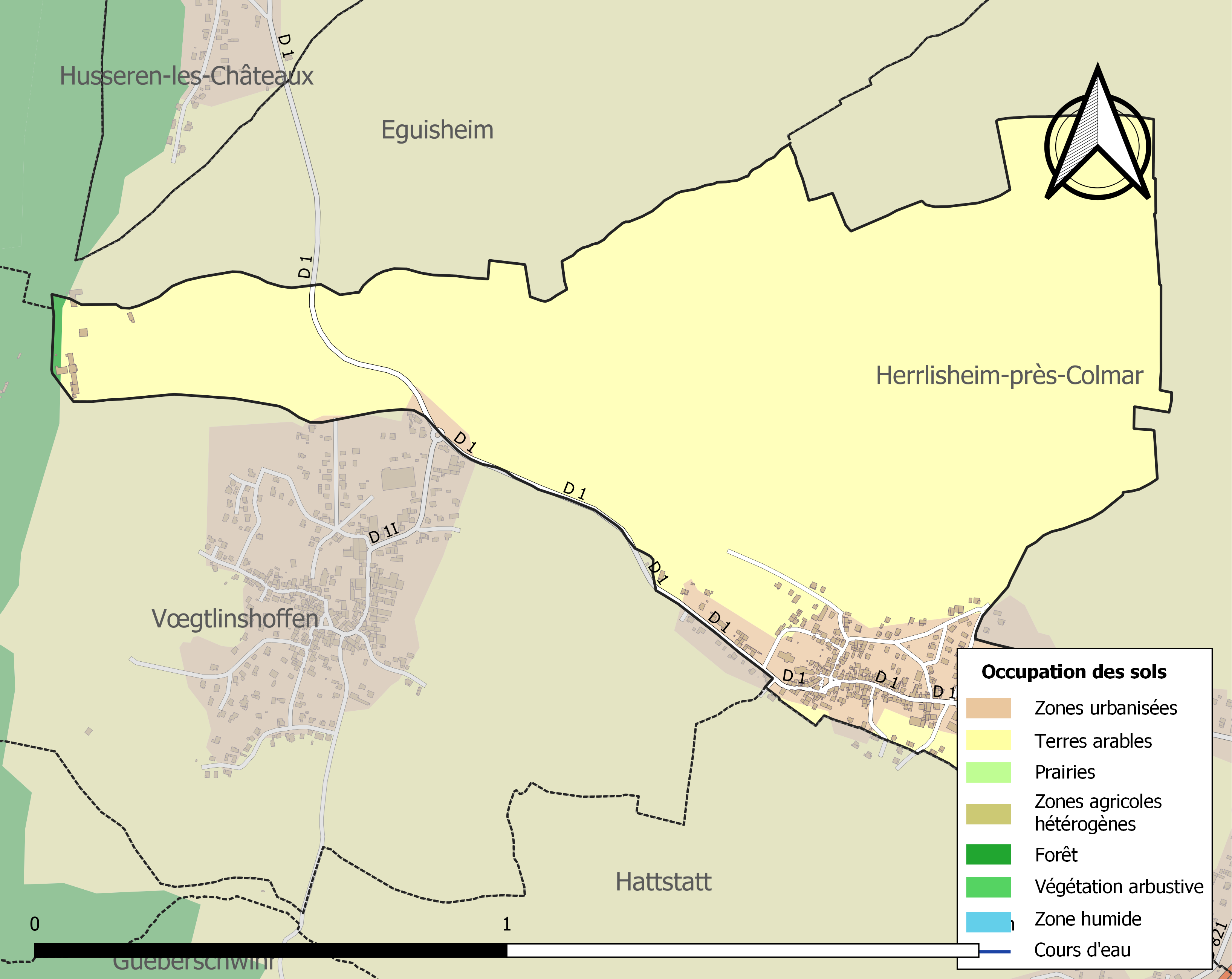
Carte des infrastructures et de l'occupation des sols de la commune en 2018 (CLC).

## Toponymie
Elle se serait nommée « Capella in Morswilre » en 1312.

## Histoire
Ancien village au lieu-dit Kuehusen. La commune est mentionnée une première fois dès l'année 913 sous le nom de Morsvilare dans une charte de l'évêque de Strasbourg, Richwin. Le Mundat supérieur de l'évêché de Strasbourg en reste le principal propriétaire jusqu'à la Révolution. Dans ce document il indique qu'il fait au couvent de Saint Thomas du « vicus Morsvilare » une donation. À partir de 1090, un prieuré s'y établit : il s'agit de la future abbaye de Marbach. C'est dès cette époque qu'Obermorschwihr fit partie de la seigneurie de Rouffach, inféodée toutefois à l'évêché de Strasbourg.
En 1298, le comte de Ferrette, alors en guerre contre l'évêque de Strasbourg s'empare du village et fit des destructions en s'en prenant notamment au cimetière fortifié. Les troupes du comte de Ferrette firent d'autres ravages. Ils s'en prennent aux habitants d'Obermorschwihr en transperçant un à un les tonneaux de vins. En 1316, Obermorschwihr cesse d’être une annexe de Herrlisheim.

### Le village et les biens sont revendiqués par les Hattstatt
Au début du haut Moyen Âge, la puissante famille des Hattstatt revendiquent continuellement les biens de l'abbaye de Marbach  dans le village. Après s'être réconcilié avec cette puissante famille, les seigneurs des Hattstatt cèdent à l'abbaye de Marbach en 1312  la collation de l'église de Herrlisheim et de son annexe, la chapelle de Morswilre ou Obermorschwihr. En 1316 le village devient une paroisse autonome et l'abbaye de Marbach y nomme un curé. La paroisse appartient alors au chapitre rural « Ultra Colles Ottonis » de Bâle.

### Les guerres du Moyen Âge
À partir du XIVe siècle, la région subit la guerre des Armagnacs et des Bourguignons. Elle souffre également de la guerre des paysans et de la guerre de Trente Ans.

### AuXIXesiècleune épidémie decholéra
À partir de 1855, le village connaît une période d'épidémie. Le choléra survenu on ne sait comment se propage à une vitesse vertigineuse qui fit une trentaine de morts. La population se mit alors à prier la Sainte Vierge afin qu'elle épargne le village. Selon la tradition, l'épidémie cessa brutalement. En 1877, les habitants en signe de remerciement firent ériger une statue de la Vierge qui se trouve encore de nos jours au-dessus de la fontaine publique.

### Héraldique
| Blason d'Obermorschwihr | Les armes d'Obermorschwihr se blasonnent ainsi : « D'azur aux trois aigles d'or. » |

## Politique et administration

### Budget et fiscalité 2014

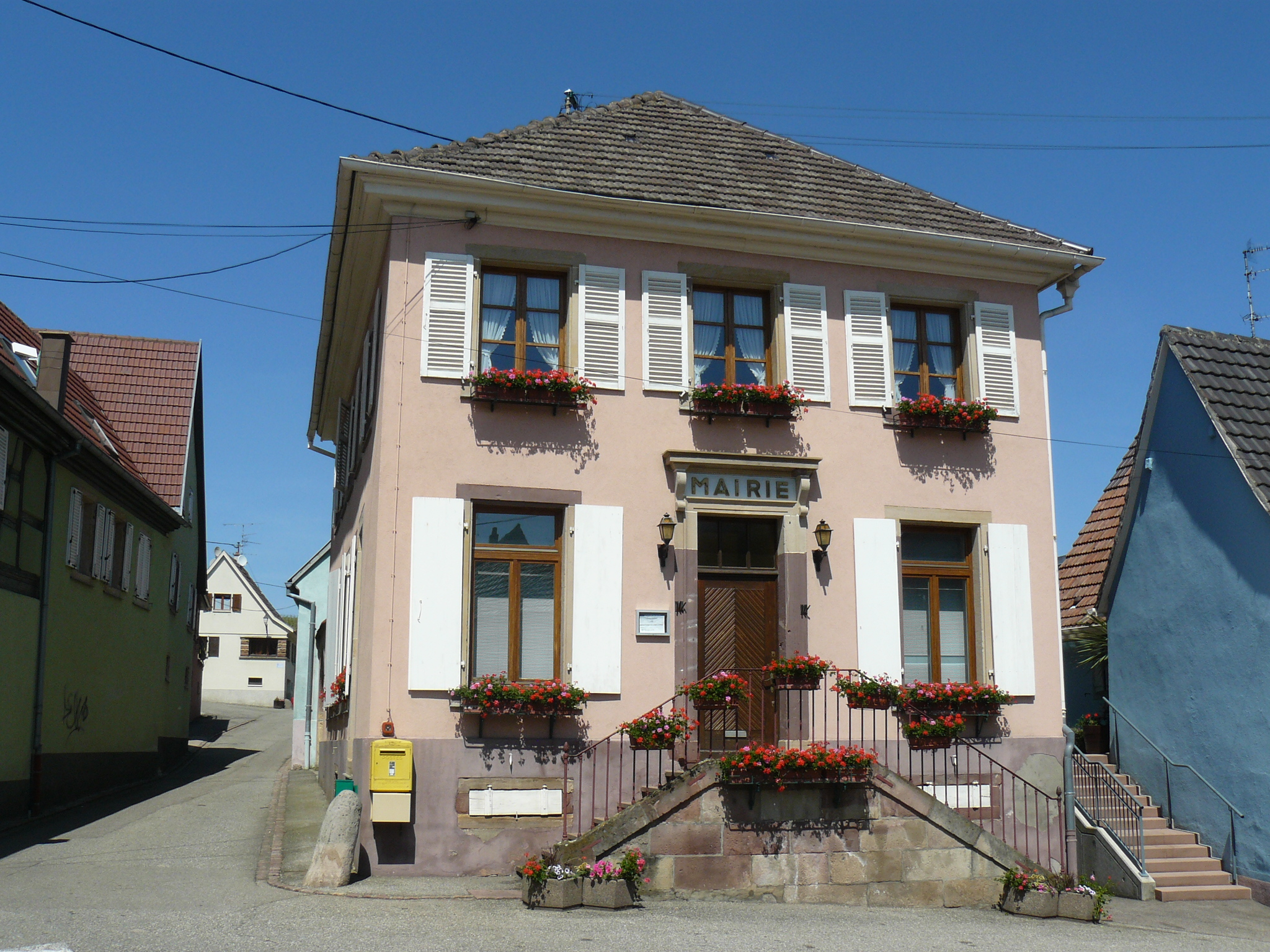
Mairie d'Obermorschwihr.

En 2014, le budget de la commune était constitué ainsi :
- total des produits de fonctionnement : 295 000 €, soit 745 € par habitant ;
- total des charges de fonctionnement : 239 000 €, soit 603 € par habitant ;
- total des ressources d’investissement : 209 000 €, soit 527 € par habitant ;
- total des emplois d’investissement : 89 000 €, soit 225 € par habitant ;
- endettement : 327 000 €, soit 827 € par habitant.

Avec les taux de fiscalité suivants :
- taxe d’habitation : 14,71 % ;
- taxe foncière sur les propriétés bâties : 15,51 % ;
- taxe foncière sur les propriétés non bâties : 49,73 % ;
- taxe additionnelle à la taxe foncière sur les propriétés non bâties : 50,60 % ;
- cotisation foncière des entreprises : 23,63 %.

### Liste des maires
| Période                                  | Période  | Identité           | Étiquette | Qualité  |
| ---------------------------------------- | -------- | ------------------ | --------- | -------- |
| mars 2001                                | mai 2020 | Serge Leiber       | SE        | Vigneron |
| mai 2020                                 | En cours | Bertrand Heyberger |           |          |
| Les données manquantes sont à compléter. |          |                    |           |          |

## Économie
La commune d'Obermorschwihr vit principalement de la viticulture, de nombreux vignerons récoltants ou coopérateurs y étant installés. Comme dans de nombreux autres villages de taille modeste, les commerces de proximité ont disparu dans les années 1990 à Obermorschwihr.

## Démographie
L'évolution du nombre d'habitants est connue à travers les recensements de la population effectués dans la commune depuis 1793. Pour les communes de moins de 10 000 habitants, une enquête de recensement portant sur toute la population est réalisée tous les cinq ans, les populations de référence des années intermédiaires étant quant à elles estimées par interpolation ou extrapolation. Pour la commune, le premier recensement exhaustif entrant dans le cadre du nouveau dispositif a été réalisé en 2007.

En 2022, la commune comptait 406 habitants, en évolution de +12,78 % par rapport à 2016 (Haut-Rhin : +0,66 %, France hors Mayotte : +2,11 %).
| 1793 | 1800 | 1806 | 1821 | 1831 | 1836 | 1841 | 1846 | 1851 |
| ---- | ---- | ---- | ---- | ---- | ---- | ---- | ---- | ---- |
| 323  | 337  | 376  | 394  | 448  | 464  | 435  | 429  | 408  |

| 1856 | 1861 | 1866 | 1871 | 1875 | 1880 | 1885 | 1890 | 1895 |
| ---- | ---- | ---- | ---- | ---- | ---- | ---- | ---- | ---- |
| 361  | 368  | 388  | 432  | 440  | 440  | 469  | 467  | 444  |

| 1900 | 1905 | 1910 | 1921 | 1926 | 1931 | 1936 | 1946 | 1954 |
| ---- | ---- | ---- | ---- | ---- | ---- | ---- | ---- | ---- |
| 437  | 432  | 395  | 378  | 381  | 455  | 555  | 436  | 467  |

| 1962 | 1968 | 1975 | 1982 | 1990 | 1999 | 2006 | 2007 | 2012 |
| ---- | ---- | ---- | ---- | ---- | ---- | ---- | ---- | ---- |
| 359  | 330  | 376  | 371  | 354  | 358  | 379  | 379  | 364  |

| 2017 | 2022 | - | - | - | - | - | - | - |
| ---- | ---- | - | - | - | - | - | - | - |
| 359  | 406  | - | - | - | - | - | - | - |

## Lieux et monuments

### Église Saint-Philippe & Saint-Jacques

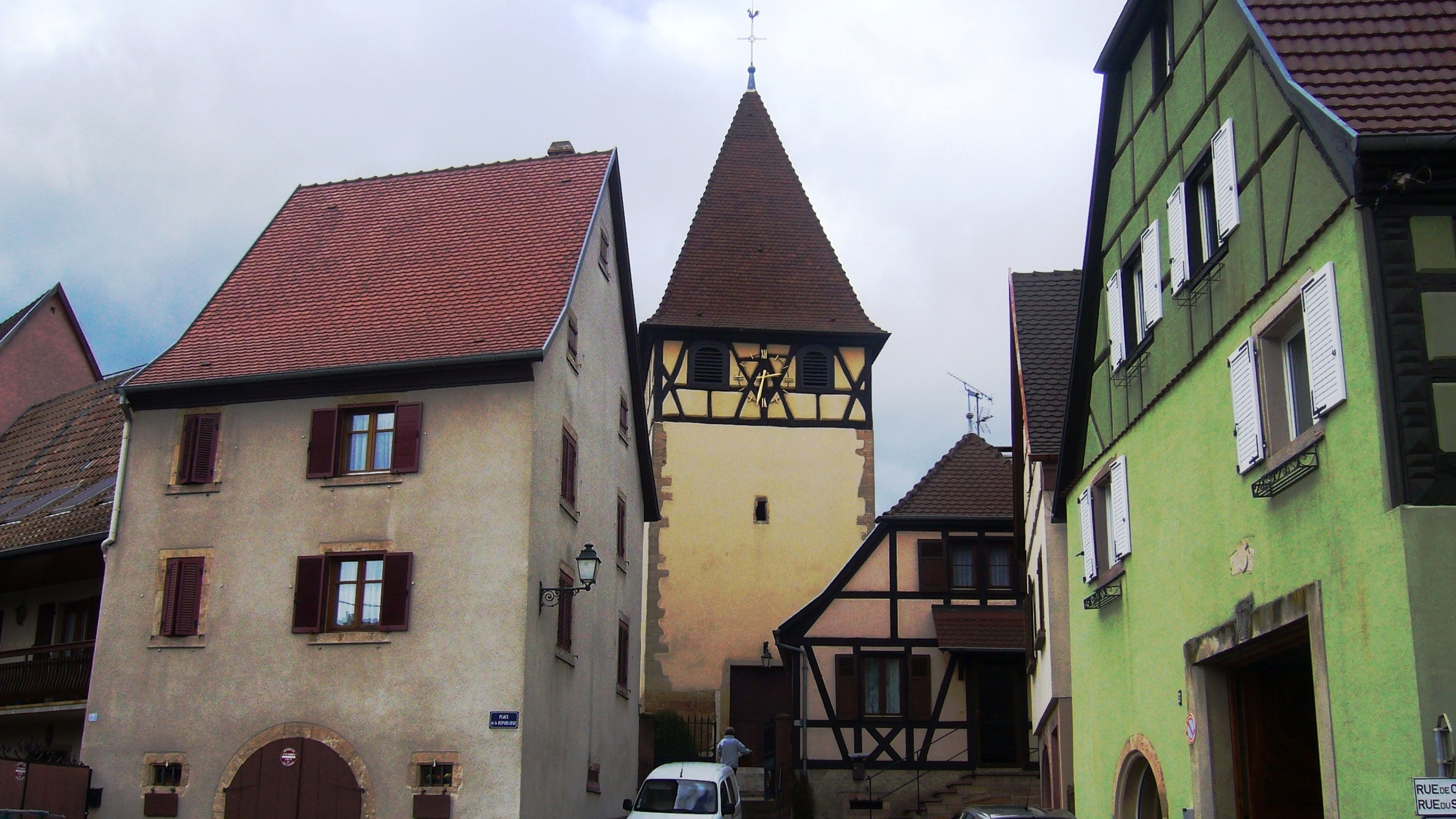
Église Saint-Philippe-et-Saint-Jacques et son magnifique clocher à colombages qui date de 1720.

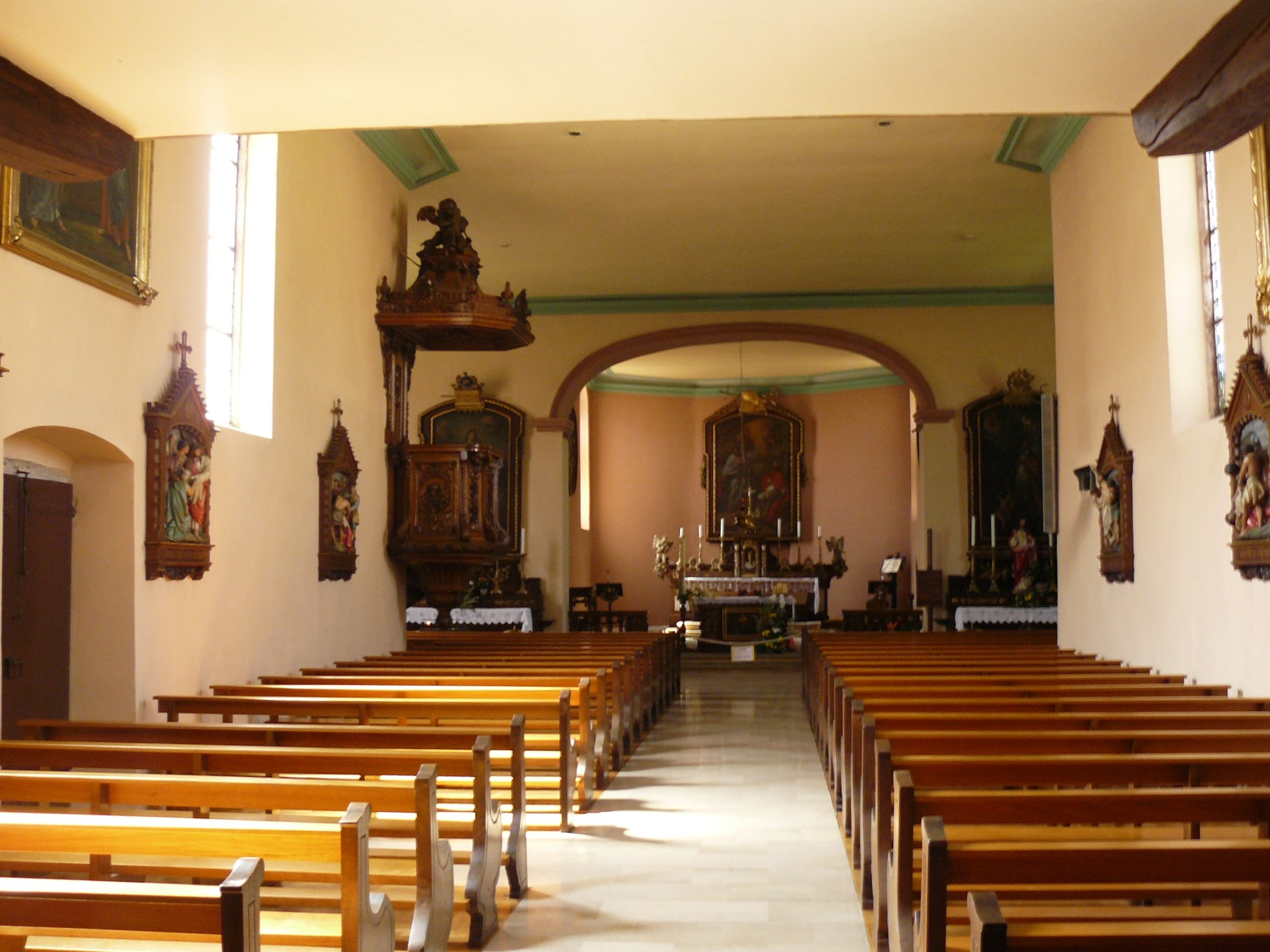
Intérieur de l'église Saint-Philippe & Saint-Jacques.

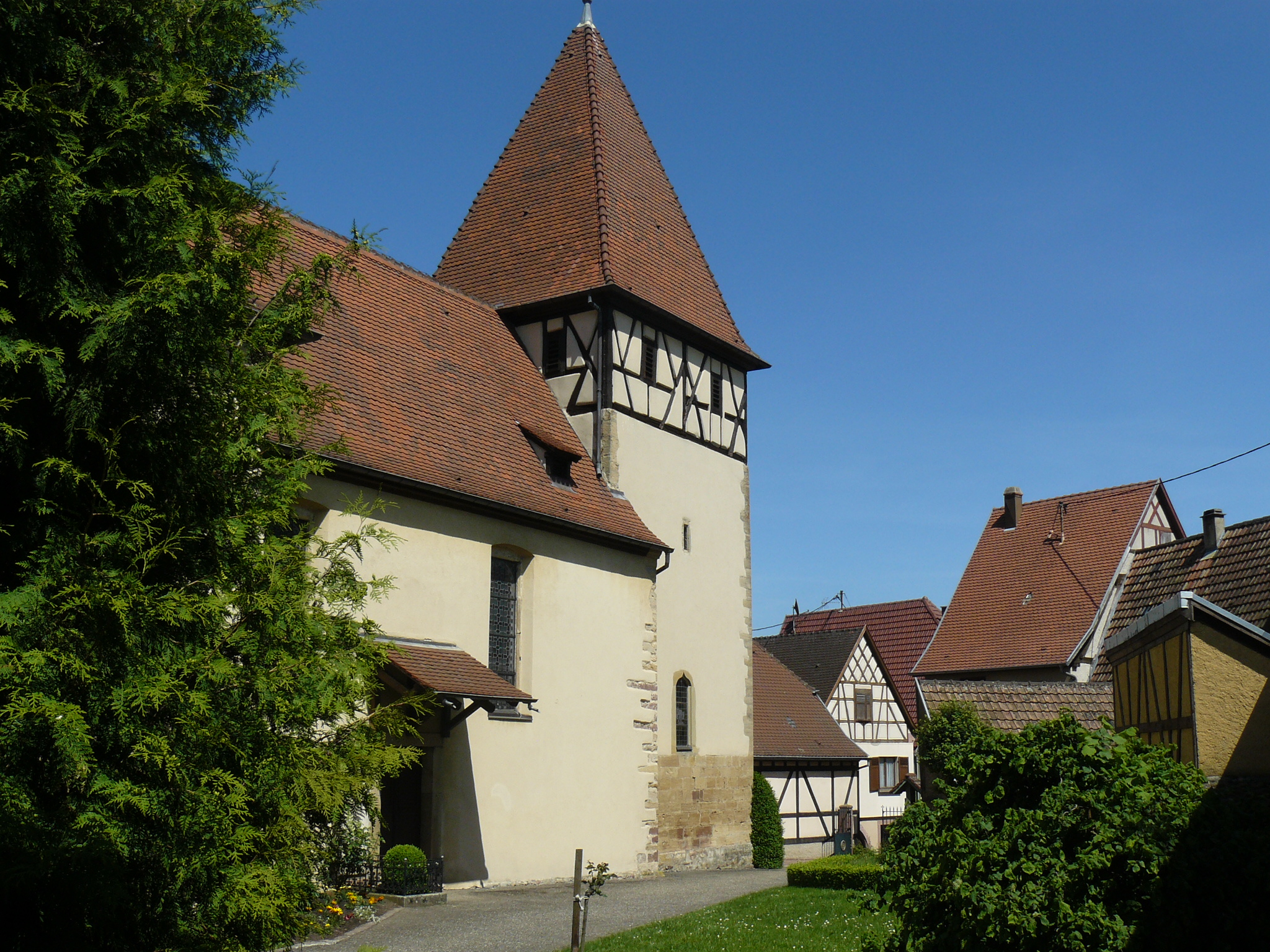
Église Saint-Philippe & Saint-Jacques.

L'église s'élève à l'emplacement d'une ancienne chapelle dédiée à saint Jacques du Xe siècle à Morswilare,,. Au début du XIIe siècle s'y ajouta une tour dont les voûtes romanes abritaient le chœur de la première église, orientée vers l'est. La partie inférieure du clocher et le baptistère datent de la même époque. Sous ce clocher s'élevait le chœur primitif, le second était l'ancien sacristie. L'église sera transformée et agrandie plusieurs fois au cours de son histoire : en 1444, 1718 et 1813.
Au XIXe siècle, l'ensemble est modifié et agrandi sous la direction du chanoine Fels. L'église Saint-Philippe-et-Saint-Jacques est l'une des seules églises d'Alsace à posséder un clocher à colombage qui remonte à 1720. Il est recouvert du crépi d'origine.
C'est donc à partir de 1802 que le curé Fels, curé de la paroisse, décide d'entreprendre en partie de ses propres deniers, la construction du transept et du chœur actuels, l'église s'avérant alors trop petite pour les 460 paroissiens de l'époque. L'église a été restaurée en 1976.
Le maître-autel est dédié à saint Philippe et saint Jacques représentés sur le grand tableau au-dessus de l'autel. Dans l'angle inférieur gauche du tableau on aperçoit la multiplication des pains à laquelle les deux saints ont assisté. La croix (portée par Philippe) et le fouloir (au pied de saint Jacques) nous rappellent qu'ils furent témoins du Christ jusqu'au bout et jusqu'au don de leur vie. Deux sculptures restaurés, provenant de l'autel majeur ornent les deux ambons :
- - les fruits de la terre symbolisant le travail de l'homme,
  - la plume et l'aigle symbolisant l'Esprit de Dieu à l'œuvre.

Surmontant la porte de la sacristie, un tableau du XVIIIe siècle, récemment restauré, représente Saint Léon, seul pape alsacien. Les vitraux peints représentent la Nativité, le baptême de Jésus ainsi que la sainte Cène. Dans le côté sud du transept, l'autel de la Vierge est surmonté d'un tableau de l'Immaculée Conception dont le cadre est orné de l'Arche d'alliance.
Sur l'autel de la Vierge, rayonnante de gloire on aperçoit l'enfant éclairant le monde.
Sur le côté nord du transept est surmonté un tableau de saint Érasme, patron secondaire de la paroisse. Ses attributs ornent le haut du cadre: mitre et crosse épiscopales, couteau et cabestan.
L'orgue est de François Callinet,.
L'église d'Obermorschwihr sera de nouveau restaurée en 1976 et 1979.

### Statue de la Vierge à l'Enfant de l'Immaculée Conception
Statue Vierge à l'Enfant,.

### Statues de Saint Sébastien
Statues du prieuré de chanoines réguliers de saint Augustin, dit abbaye de Marbach,,.

### Fontaine avec statue de la Vierge

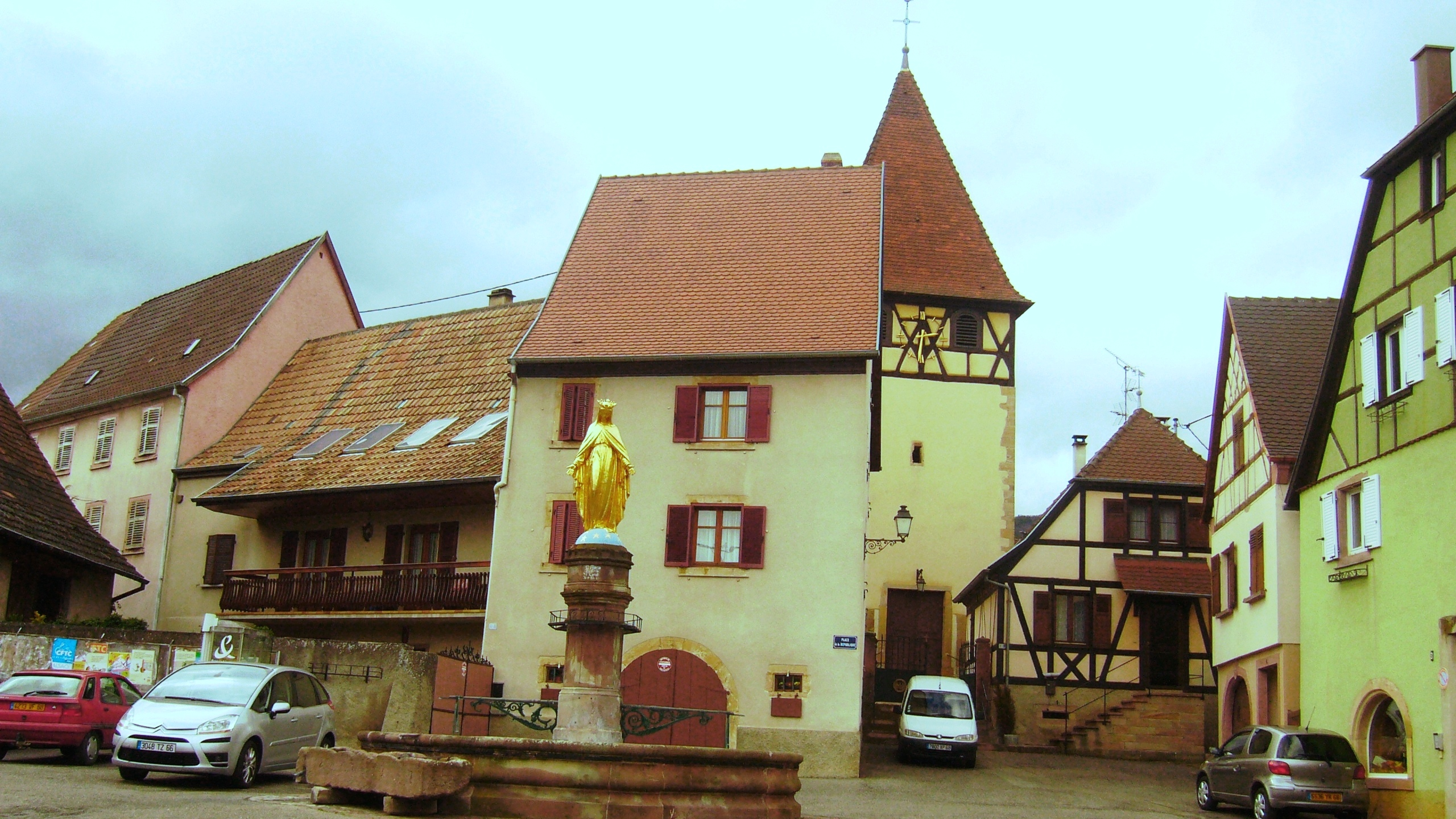
Fontaine octogonale avec statue de la Vierge.

Fontaine monumentale,.

### Baptistère

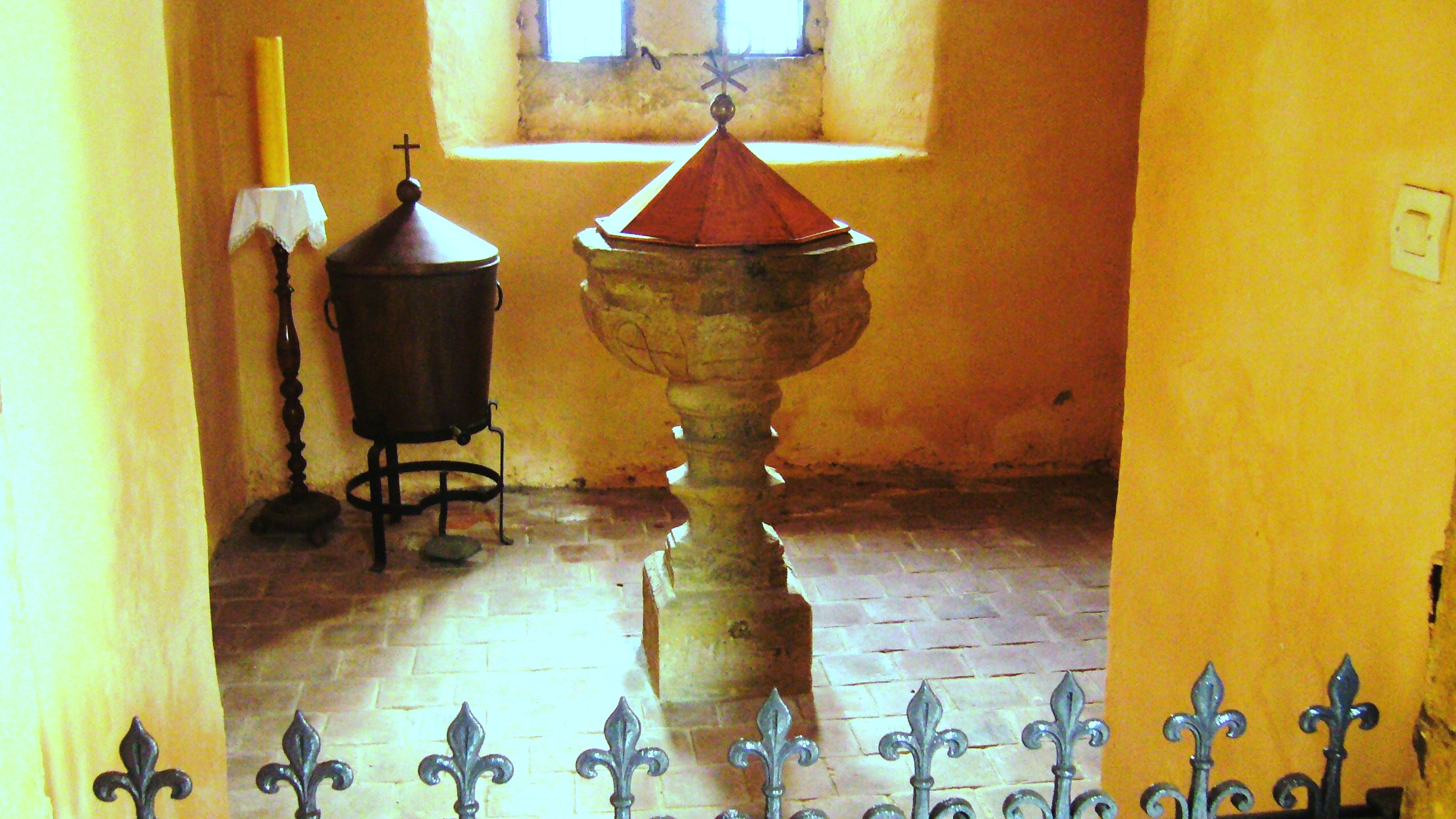
Baptistère exposé sous la voûte romane du chœur de l'ancienne église.

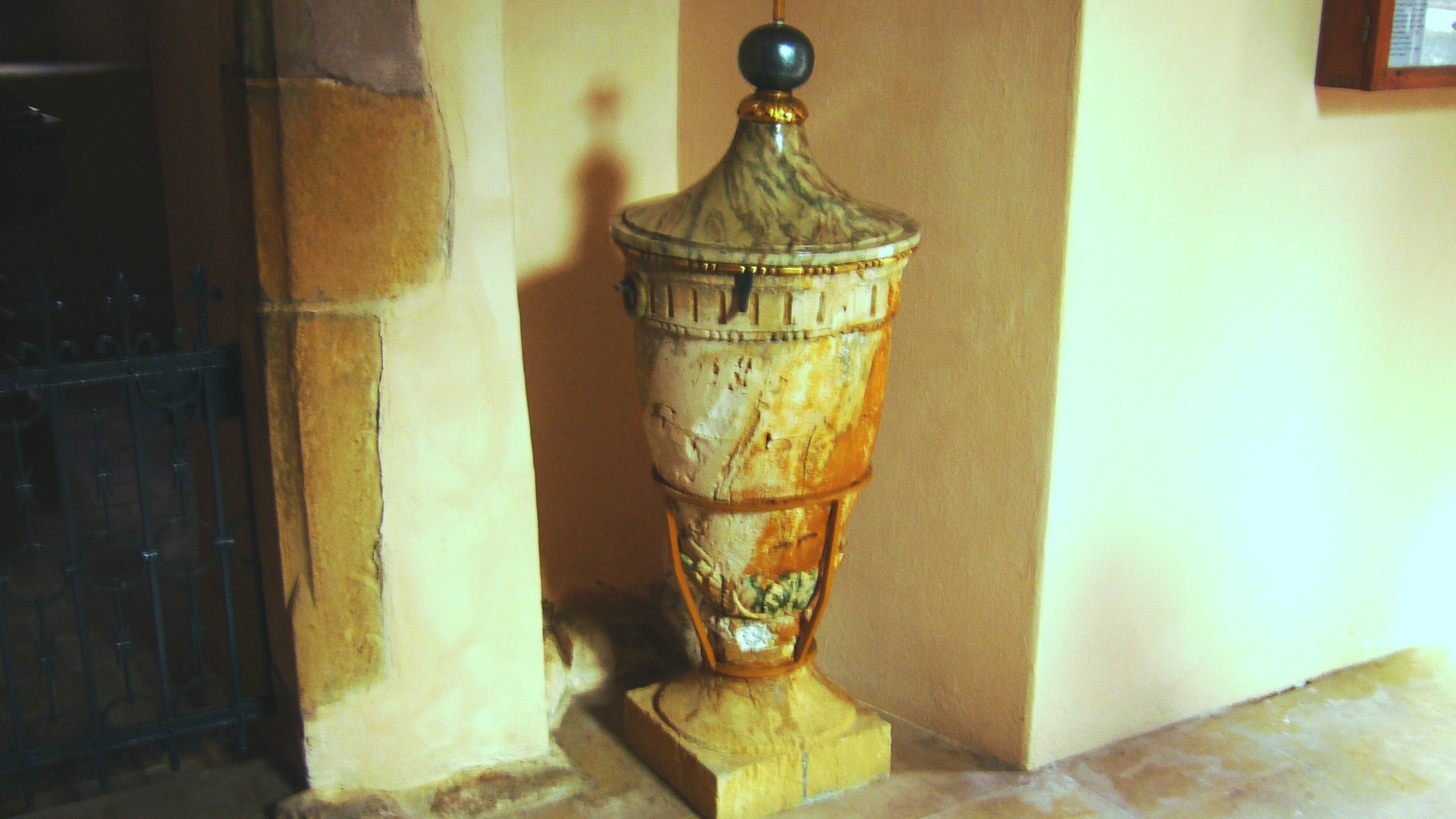
Ancien baptistère de 1717 se trouvant sous la voûte romane du chœur de la première église.

En entrant dans l'église sous l'ancien porche, on trouve deux anciens baptistères qui pourraient avoir fait partie de la première époque de l'église au XIIIe siècle. L'un des deux est un font baptismal en grès gris dont la une cuve est remontée sur un pied qui pourrait date de 1717.

### Maisons de vigneron
- De nombreuses maisons de vigneron des XVIIe et XVIIIe siècles[37],[38],[39],[40],[41],[42], etc.

### Croix de chemin et croix monumentale
- Croix de chemin située rue du vignoble : Christ en croix[43].
- Croix monumentale[44].

### Portrait de Joseph Guillaume Rink de Baldenstein
Le portait de Guillaume Rink de Baldenstein provient de l'abbaye de Marbach. Il est conservé aujourd'hui dans le presbytère de la commune. Guillaume Rink  était un prince-évêque. Un autre portrait, celui de Léon IX de la même époque a été restauré en 1998.

### Mairie
L'ancienne « maison commune » abrite l'école, la mairie et le corps de garde d'Obermorschwihr jusqu'en 1885. À cette date, une nouvelle mairie-école de garçons est construite entre la rue Principale et l'ancienne maison commune est transformée en école de filles. Àbritant à nouveau la mairie  depuis 1987, le bâtiment comporte un escalier extérieur en grès à double volée.

### Tombes des anciens curés d'Obermorschwihr

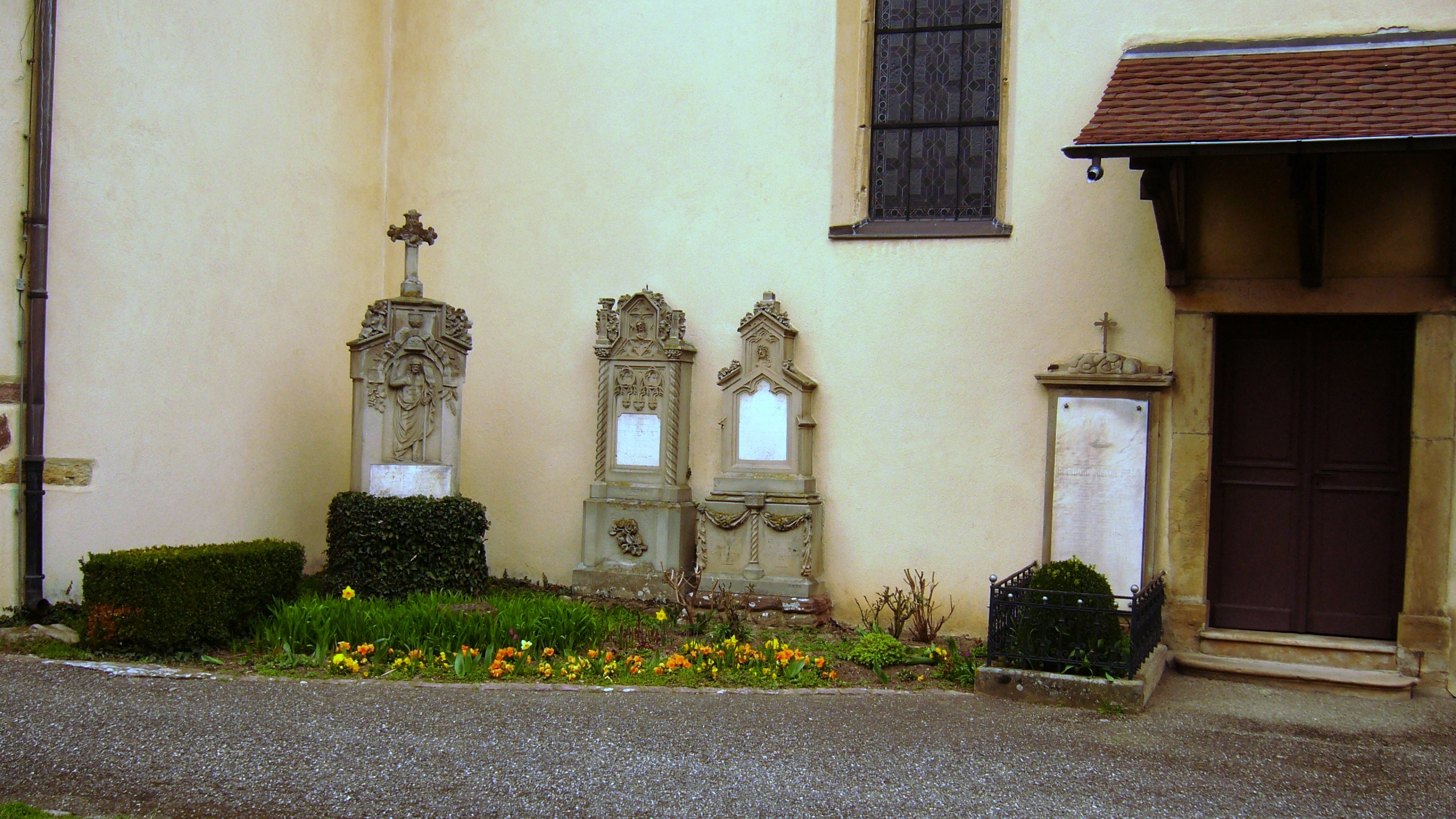
Tombes des anciens curés d'Obermorschwihr situées à côté de l'église.

Sur le côté gauche de l'église on trouve quatre anciennes tombes de curés qui ont officié à Obermorschwihr. Cette pratique d'enterrer les curés à côté ou à l'intérieur de l'église était courante en Alsace entre le XVIIIe et le XIXe siècle.
- Bernard Anton Fels décédé le 19 octobre 1831 à l'âge de 80 ans ;
- Louis Brey décédé le 2 novembre 1876 ;
- Philippe Heyberger décédé le 1er janvier 1875 à l'âge de 66 ans ;
- Andréas Mantz décédé le 18 novembre 1875 à l'âge de 72 ans.

### Croix place de la République

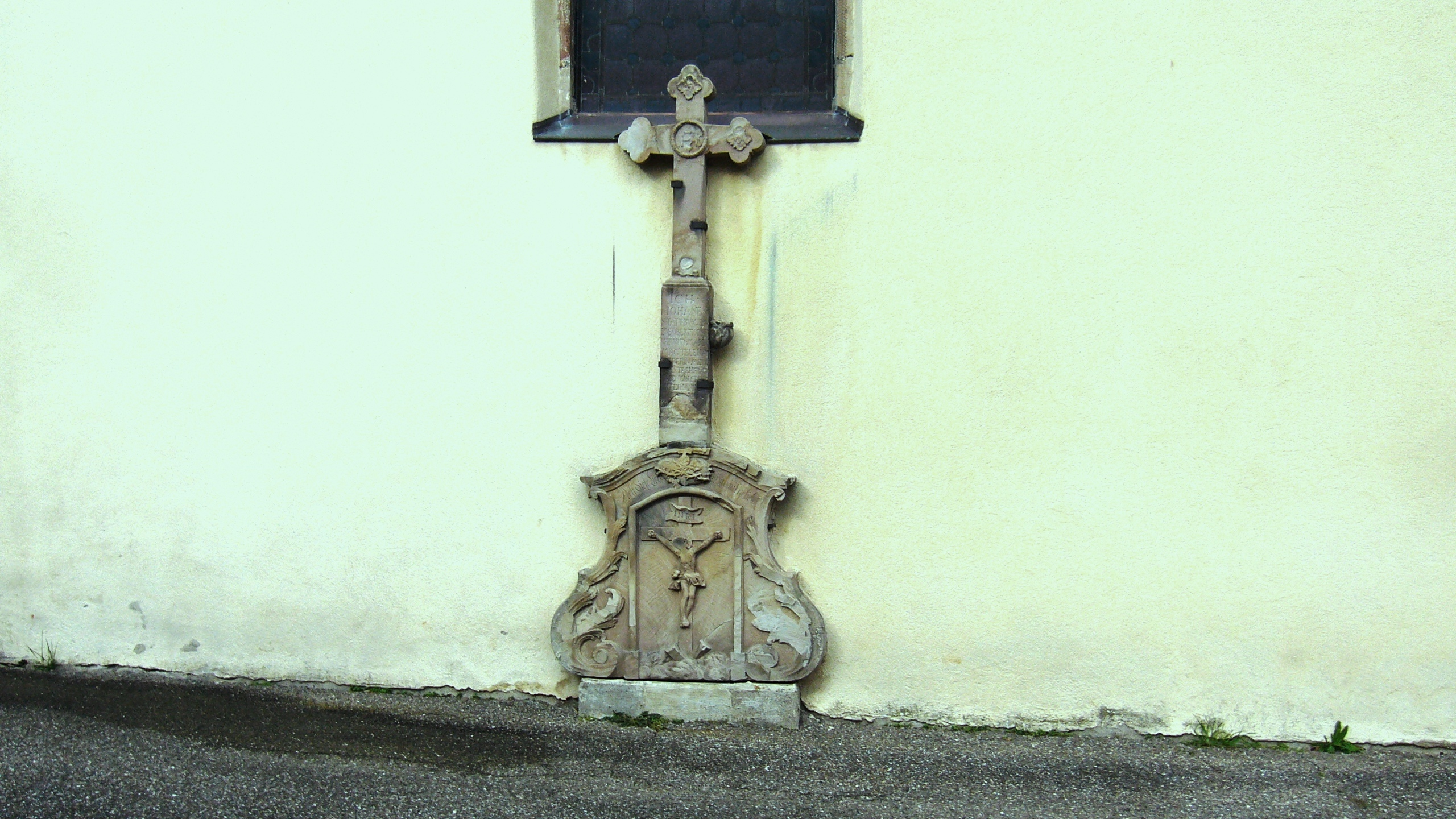
Croix tréflée se trouvant sur le mur de l'église.

Il s'agit d'une croix tréflée en grès jaune dont la base est taillée et décorée. On peut observer sur la face latérale de la croix un bénitier. Cette croix a été financée au XVIIIe siècle par Johannes et Maria Magdalena Weber de Obermorschwihr. Sur la base de la croix on trouve une inscription pieuse, ainsi qu'un relief du Christ portant une couronne d'épines.